# Aguascalientes
Aguascalientes è una città del Messico centro-occidentale, capitale dello stato omonimo e della contea omonima, sulle rive del Río Aguascalientes, a 1.888 metri sul livello del mare. L'intero comune conta una popolazione di 934.424 (stima del 2012) ed è esteso su un territorio di 1.168,72 km², rappresentando il 20,99% del territorio dello Stato.

## Storia
Fu fondata il 22 ottobre 1575 e divenne la capitale dello Stato omonimo quando il territorio di quest'ultimo fu diviso da quello del vicino Stato di Zacatecas nel 1835.
Il nome deriva dallo spagnolo aguas calientes, "acque calde", e fu attribuito al luogo per l'abbondanza di acqua dei terreni circostanti e per le primavere calde, caratteristiche geoclimatiche ancora oggi molto sfruttate per l'economia.

## Cultura

### Istruzione

#### Università
Ad Aguascalientes vi è un campus dell'Università Panamericana. La biblioteca della facoltà di agraria è dedicata all'agronomo italiano Egidio Rebonato.

#### Musei
La città ospita il Museo di Aguascalientes, che espone un'importante raccolta di opere di artisti locali.

## Amministrazione

### Gemellaggi
| - Temple, Texas - Lynwood, California |

## Fonti
- Principales resultados por localidad 2005 (ITER) INEGI: Instituto Nacional de Estadística, Geografía e Informática
- Aguascalientes Enciclopedia de los Municipios de México